# Severino Viana Colou
Severino Viana Colou (Caruaru, 1930 — 24 de maio de 1969, Rio de Janeiro) foi um policial militar, sargento e presidente da Associação de Cabos e Sargentos da PM do Estado de Guanabara. Quando o golpe militar em abril de 1964 foi deflagrado, se posicionou em defesa do governo constitucional do presidente João Goulart e passou a viver na clandestinidade, momento em que integrou ao lado de João Lucas Alves o Comando de Libertação Nacional (Colina). Morto após ser preso por agentes da 1ª Companhia da Polícia do Exército do Rio de Janeiro no dia 21 de maio no dia 29, é um dos casos investigados pela Comissão da Verdade, colegiado instituído pelo governo brasileiro responsável por apurar mortes e desaparecimentos no país entre 18 de setembro de 1946 e 5 de outubro de 1988 e com foco na ditadura militar brasileira (1964-1985).

## Biografia
Severino Viana Colou nasceu no ano de 1930, em Caruaru, município brasileiro do estado de Pernambuco. Filho de Maria Belarmina da Conceição e Ulisses Viana Colou, foi um policial militar no Rio de Janeiro, sargento e presidente da Associação de Cabos e Sargentos da PM do Estado da Guanabara.
Quando ocorreu o golpe militar no Brasil, em abril de 1964, Severino se posicionou em defesa do governo constitucional do presidente João Goulart e, em decorrência disso, foi indiciado e expulso da Polícia Militar, no dia 1º de julho do mesmo ano.
Nos anos seguintes passou a viver na clandestinidade e com João Lucas Alves, também pernambucano e segundo-sargento da Aeronáutica, integrou, em abril de 1968, o Comando de Libertação Nacional (Colina), organização de origem guerrilheira brasileira de extrema-esquerda que também contou com a participação da presidente Dilma Rousseff.
Alguns documentos dos órgãos de segurança do regime militar acusam Severino, genericamente, de ter participado de ações armadas ocorridas em 1968, ao lado do sargento Lucas, tanto em Belo Horizonte quanto no Rio de Janeiro, incluindo-o também como integrante do comando que matou o major do exército alemão Edward Von Westernhagen.
Segundo documento do Departamento de Ordem Política e Social (DOPS), Severino era procurado quando foi preso no dia 21 de maio de 1969 por agentes da 1ª Companhia da Polícia do Exército do Rio de Janeiro na Vila Militar de Deodoro, no Rio de Janeiro. Três dias depois, em 24 de maio de 1969, foi encontrado morto enforcado com a própria calça, presa em uma das barras da cela.

## Circunstâncias da morte
Severino Viana Colou morreu em 24 de maio de 1969. No Pedido de Busca, nº 0569, do Centro de Informações da Marinha (Cenimar), consta que fora preso três dias antes de sua morte, em 21 de maio de 1969, em Magé, Rio de Janeiro, “acusado de assaltos e assassinato de uma sentinela do Tribunal Militar”.
De acordo com o IPM 1.478, realizado no quartel-general da 1ª Divisão de Infantaria, estava preso e foi encontrado morto por volta das 11h35 de 24 de maio de 1969, após ter cometido suicídio ao se enforcar com a própria calça, presa em uma das barras da cela. O documento ainda destaca a existência de hematomas, feridas e escoriações em diferentes partes do corpo de Severino, o que pode ser considerado um indício de que foi submetido a torturas.

### Investigação
A versão de morte por suicídio é apresentada pelo depoimento do 3° sargento do Exército Luiz Paulo Silva de Carvalho, que detinha as chaves da cela onde estava Severino e também responsável por atender suas necessidades. Ele afirma que, por volta das 11h30 do dia 24 de maio de 1969, com o primeiro-tenente Ailton Joaquim, foi até à cela com o propósito de convencer Severino a suspender sua guerra de fome. Contudo, ao levantarem o tecido que impede a visualização interna do local, depararam-se com uma calça amarrada à grade e a outra ponta ao pescoço do preso. Em seguida, o comandante de guarda abriu a cela e foi verificado que a vítima estava pendurada pela vestimenta citada, reforçando a versão oficial de suicídio.
O laudo pericial fora assinado pelos legistas Euler Moreira de Moraes e Erivaldo Lima dos Santos, nele consta que: “em ambas as pernas, na altura da canela, apresentava ferida contusa e escoriações generalizadas pelo tronco. Nas nádegas apresentava hematomas de forma irregular” o que pode ser considerado um indício de que Severino foi submetido a torturas. Esse mesmo laudo, também foi aprovado e assinado pelo tenente-coronel Alexandre Boaventura Bandeira de Mello em 24 de junho, no entanto, não explica a causa desses hematomas.
Em declarações prestadas à época dos fatos em auditorias militares, os ex-presos políticos Antônio Pereira Mattos, Ângelo Pezzuti da Silva e Afonso Celso Lana Leite denunciaram as torturas que Severino sofreu no período em que ficou preso. O relatório da Comissão Nacional da Verdade constata divergências entre os relatos oficiais, como: “A certidão de óbito registra a data da morte como 24 de junho de 1969, o que contrasta com outros documentos expedidos pelos órgãos da repressão, como o IPM, que registra a data da morte em 24 de maio de 1969 e a data de entrada no IML em 2 de junho do mesmo ano”. Este atestado de óbito também informa que Severino Viana Colou foi enterrado como indigente no Cemitério da Cacuia, na Ilha do Governador, Rio de Janeiro, em 25 de julho de 1969, sepultura 11.252, quadra 26. Dessa forma, seu corpo nunca fora encontrado e é considerado como desaparecido.
O núcleo pericial da Comissão Nacional da Verdade procedeu então a investigações que indicou que a morte de Severino ocorreu, na verdade, “por homicídio por estrangulamento, ou por outra causa porventura omitida pela análise médico-legal”. Essa análise se baseia na existência de dois sulcos no pescoço, “um apergaminhado e horizontal, típico de estrangulamento, enquanto o outro, oblíquo e ascendente, possui o fundo claro, típico daqueles produzidos post mortem”. Além disso, não há uma correspondência entre a descrição da calça enrolada ao pescoço e as fotografias incluídas no laudo que mostram que esta foi fixada por meio de nós. Os peritos também afirmam que o esquema de constrição apontado pelo laudo elaborado pelos militares não apresentaria eficiência em manter a constrição do pescoço, visto que a perna da calça se desenrolaria do corpo no instante em esse parasse o movimento de torção, fazendo com que se retornasse à posição de equilíbrio, ainda que a vítima desfalecesse. Por fim, os peritos analisaram a intensidade e distribuição das lesões e escoriações descritas na cabeça, tronco e membros - marcas características da prática de tortura.
A conclusão do laudo pericial indireto, realizado pela Comissão Nacional da Verdade, apontou que não houve enforcamento e que, portanto, Severino Viana Colou não se suicidou. Em depoimento aos peritos, o legista Euler Moreira de Morais afirmou que Severino Colou não se suicidou e que assinou o laudo de necropsia que atestava a versão oficial dos fatos temendo possíveis consequências negativas.

### Conclusão
A Comissão Especial sobre Mortos e Desaparecidos Políticos (CEMDP) reconheceu a responsabilidade do Estado brasileiro pela morte de Severino Viana Colou, em decisão de 19 de dezembro de 2003. As investigações realizadas concluem que Severino morreu em decorrência de ação efetuada por agentes do Estado brasileiro, em contexto de sistemáticas violações de direitos humanos promovidas pela ditadura militar, deflagrada em abril de 1964. Ficou também claro o empenho das autoridades envolvidas no caso em encobrir a verdade das circunstâncias da morte, além de ter patrocinado a ocultação de seus restos mortais, até esta data não entregue à família.
O nome de Severino Viana Colou consta do Dossiê ditadura: mortos e desaparecidos políticos no Brasil (1964-1985), organizado pela Comissão de Familiares de Mortos e Desaparecidos Políticos. Foi reconhecido pela Comissão de Anistia do Ministério da Justiça como anistiado político post mortem, em 7 de dezembro de 2010. Seu caso é apresentado no Relatório Final da Comissão Nacional da Verdade 16, assim como no Relatório Final da Comissão Estadual da Verdade do Rio de Janeiro.

### Controvérsias
Existem controvérsias a respeito do laudo pericial de Severino Viana Colou. De acordo com os documentos coletados pela Comissão Nacional da Verdade, os legistas Euler Moreira de Moraes e Erivaldo Lima dos Santos foram os responsáveis por assinar o laudo. Além disso, ainda consta que no dia 24 de junho esse mesmo laudo, fora aprovado e assinado pelo tenente-coronel Alexandre Boaventura Bandeira de Mello.
No entanto, em 2014, a Comissão Nacional da Verdade também ouviu o depoimento do médico e militar reformado Hargreaves de Figueiredo Rocha, após ser declarado que ele seria o autor do laudo de Severino produzido pelo Hospital do Exército. Durante o depoimento, o médico negou associação com o caso, afirmando que nunca trabalhou na área de medicina legal do hospital.

## Homenagens
A memória de Severino Viana Colou foi homenageada durante sessão solene realizada na Câmara dos Deputados em 27 de março de 2014, em que o deputado Amauri Teixeira relembrou nomes de diversos mortos e desaparecidos políticos durante a ditadura militar.